# Wonder Boy III: Monster Lair
 (mars 2020).
Si vous disposez d'ouvrages ou d'articles de référence ou si vous connaissez des sites web de qualité traitant du thème abordé ici, merci de compléter l'article en donnant les références utiles à sa vérifiabilité et en les liant à la section « Notes et références ».
Wonder Boy III: Monster Lair (ワンダーボーイIII: モンスターレア) est un jeu vidéo de plates-formes développé par Westone et édité par Sega, sorti en 1988 sur borne d'arcade. Le jeu a été adapté sur Mega Drive et PC Engine (seulement titré Monster Lair aux États-Unis)  en 1990. Il ne faut pas le confondre avec Wonder Boy III: The Dragon's Trap sorti sur Master System.
Le jeu fait partie de la série Wonder Boy.

## Système de jeu
Wonder Boy III: Monster Lair est un peu différent des autres jeux de la série. Le joueur incarne Léo, un garçon aux cheveux verts qui doit attaquer les envahisseurs qui tentent de collecter des armes afin de détruire le pays. Le jeu démarre comme un classique jeu de plateforme, mais plus tard dans l'aventure, le jeu se transforme en shoot them up entrecoupé de phases d'action.
Durant les phases d'action, plus le joueur avance et plus sa force du joueur décroit, mais elle peut être restaurée en collectant des fruits. Une large variété d'armes peut être ramassée et peut également augmenter la force du joueur.
Pendant les scènes de tir, le joueur monte une créature rose. Ici la force du joueur reste fixe jusqu'à ce qu'un ennemi le touche. À la fin du niveau, le joueur doit battre un Boss. Chaque Boss change de couleur pour montrer les dommages qui lui ont été infligés par le joueur.
À chaque fois que la force du joueur tombe à zéro ou touche l'ennemi, il perd une vie.
Il est possible de jouer à deux joueurs simultanément. Le second joueur incarne alors la princesse Purapril, la Wonder Girl.

## Portages
Le jeu a été adapté sur Mega Drive et PC-Engine CD. La version PC-Engine est une copie extrêmement fidèle de la version arcade, où il ne manque que le scrolling sur deux plans.
La version de la console de Sega, bizarrement, présente des graphismes remaniés, et est amputée de plusieurs niveaux (le jeu original en compte beaucoup).
La version PC Engine a été réédité sur la Console virtuelle de la Wii en 2007.